# ドミニク・ビュスロ

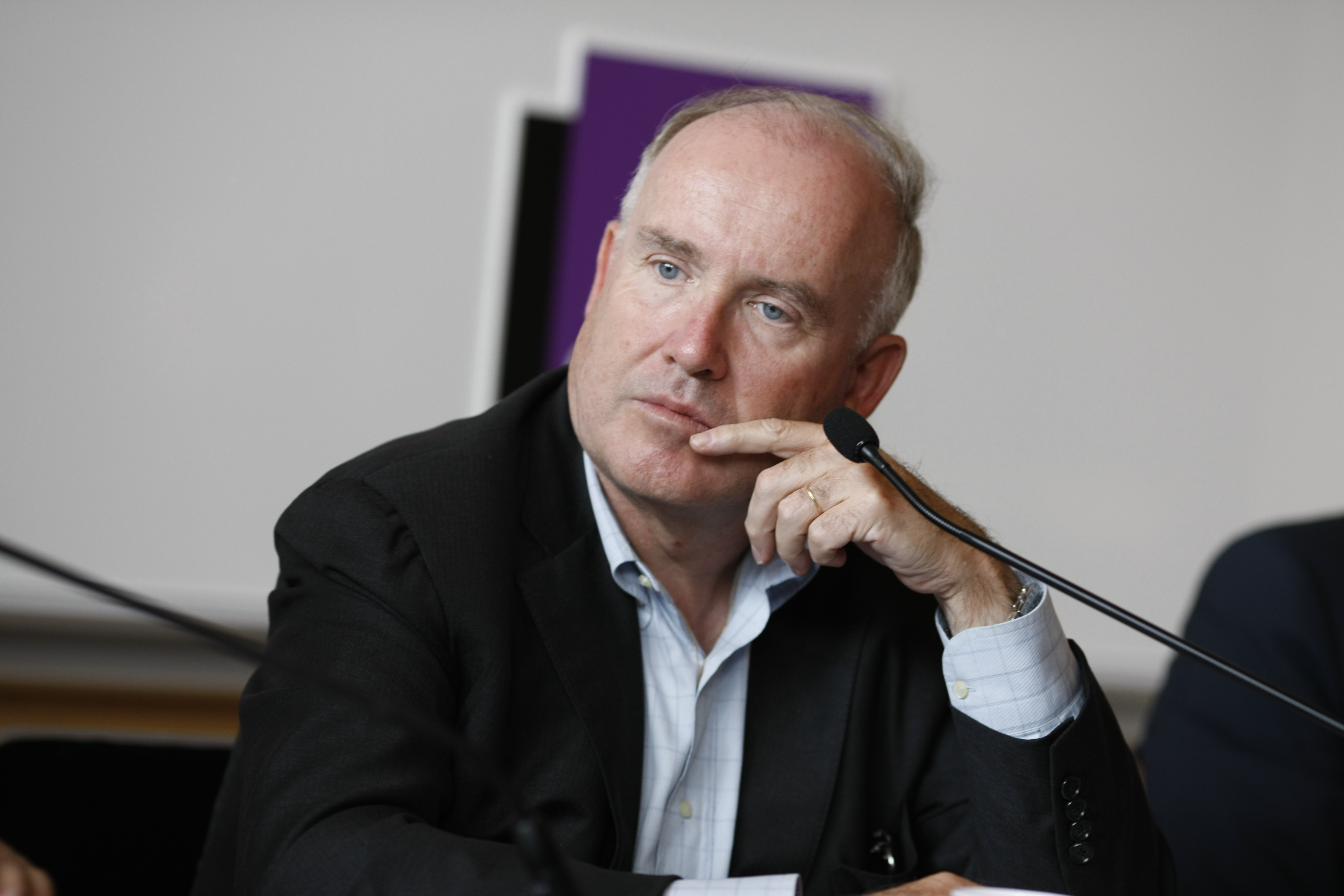
ドミニク・ビュスロ

ドミニク・ビュスロ（Dominique Bussereau、1952年7月13日 - ）は、フランスの政治家。国民運動連合所属。アンドル＝エ＝ロワール県トゥール出身。
パリ政治学院を卒業する。2002年航空・海洋担当閣外相、2004年予算相を経て、2005年ドミニク・ド・ヴィルパン内閣の農業・漁業相（農林水産大臣）に就任する。
2007年（平成19年）11月旭日大綬章受章。